# Evert Sukamta
Evert Sukamta (* 17. Juli 1992 in Jakarta) ist ein indonesischer Badmintonspieler. 

## Karriere
Evert Sukamta qualifizierte sich mit Rang drei bei der Junioren-Badmintonasienmeisterschaft 2010 für die Olympischen Jugend-Sommerspiele. Dort wurde er Gruppensieger, schied jedoch im anschließenden Viertelfinale aus. Bei den Indonesia International 2010 wurde er Dritter im Herreneinzel.